# 早雲の里荏原駅

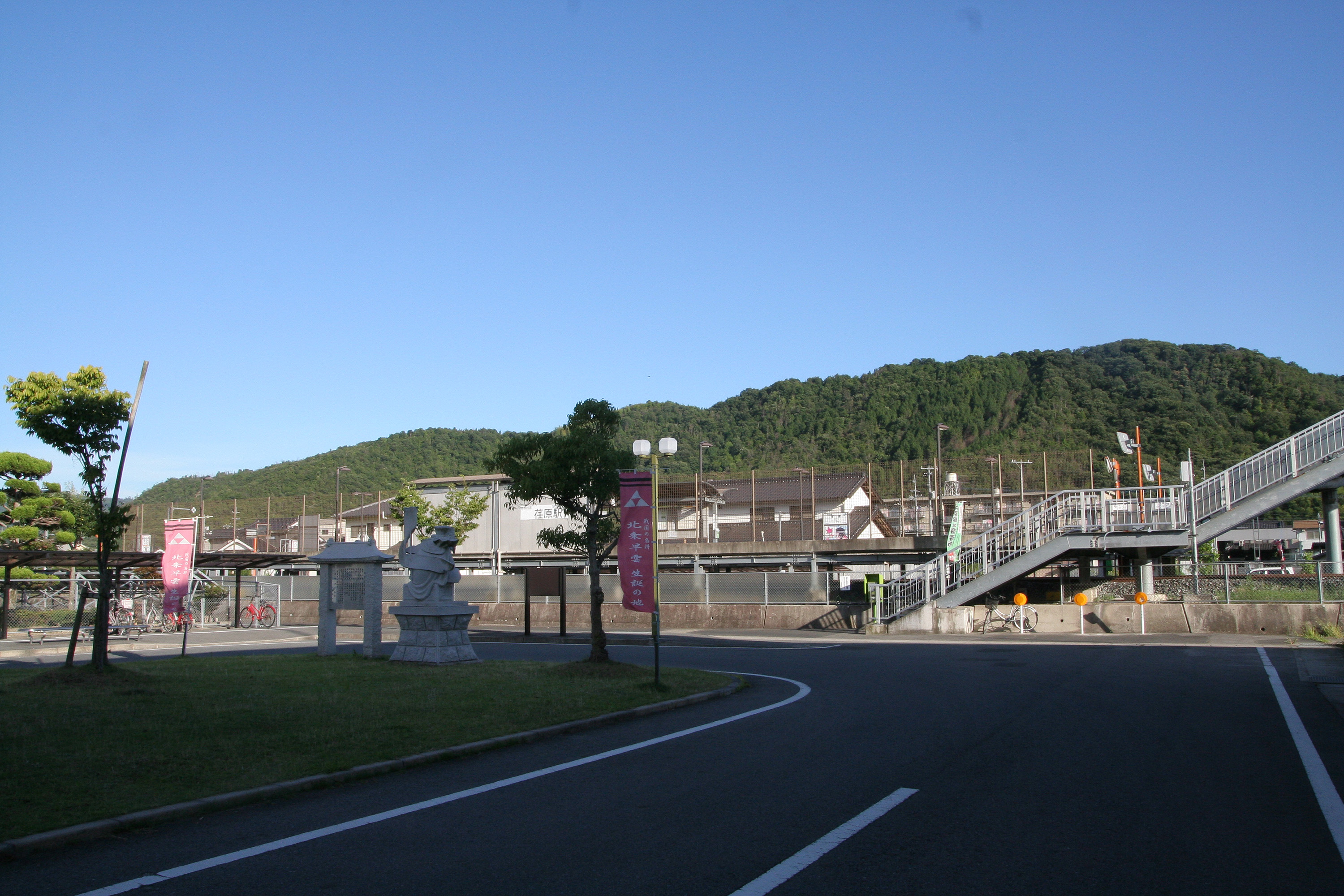
北口（2008年7月）

早雲の里荏原駅（そううんのさと えばらえき）は、岡山県井原市東江原町にある、井原鉄道井原線の駅。

## 歴史
- 1999年（平成11年）1月11日：井原線開業と同時に設置[1]。

## 駅構造
単式1面、島式1面の2面3線のホームを持ち、列車交換が可能な地上駅。1・2番のりばが島式ホーム、3番のりばが単式ホームである。
無人駅であり、跨線橋を使って直接ホームに入る形になっている。駅構内（清音方向）に本社・車両基地があり、井原鉄道唯一の夜間滞泊の設定駅となっている。また北側駅前ロータリー「早雲の里交流センター」があり、待合所としての機能を果たしている。

### のりば
| のりば | 路線    | 方向 | 行先           | 備考          |
| ------ | ------- | ---- | -------------- | ------------- |
| 1      | ■井原線 | 下り | 井原・神辺方面 | 一部2番のりば |
| 2・3   | ■井原線 | 上り | 清音・総社方面 |               |

付記事項
- 快速列車の運行を想定して、2番線を上下本線、1・3番線を上下副本線とした一線スルー構造であるが、実際の運用では、井原線に各駅停車しか運行されていないため、朝の時間帯のみ上下双方が2番のりばとなる以外は、下り列車は1番のりば、上り列車は2番のりばを使うのが基本である。
- 3番のりばは専ら当駅止まりの列車の降車ホームとして使われるが、線路保守の観点から清音方面への上り列車も少ないながら使用する。（2018年12月時点では、8:54 清音行 のみ） なお、当駅始発の下り列車は出庫後直接1番のりばに進入する。

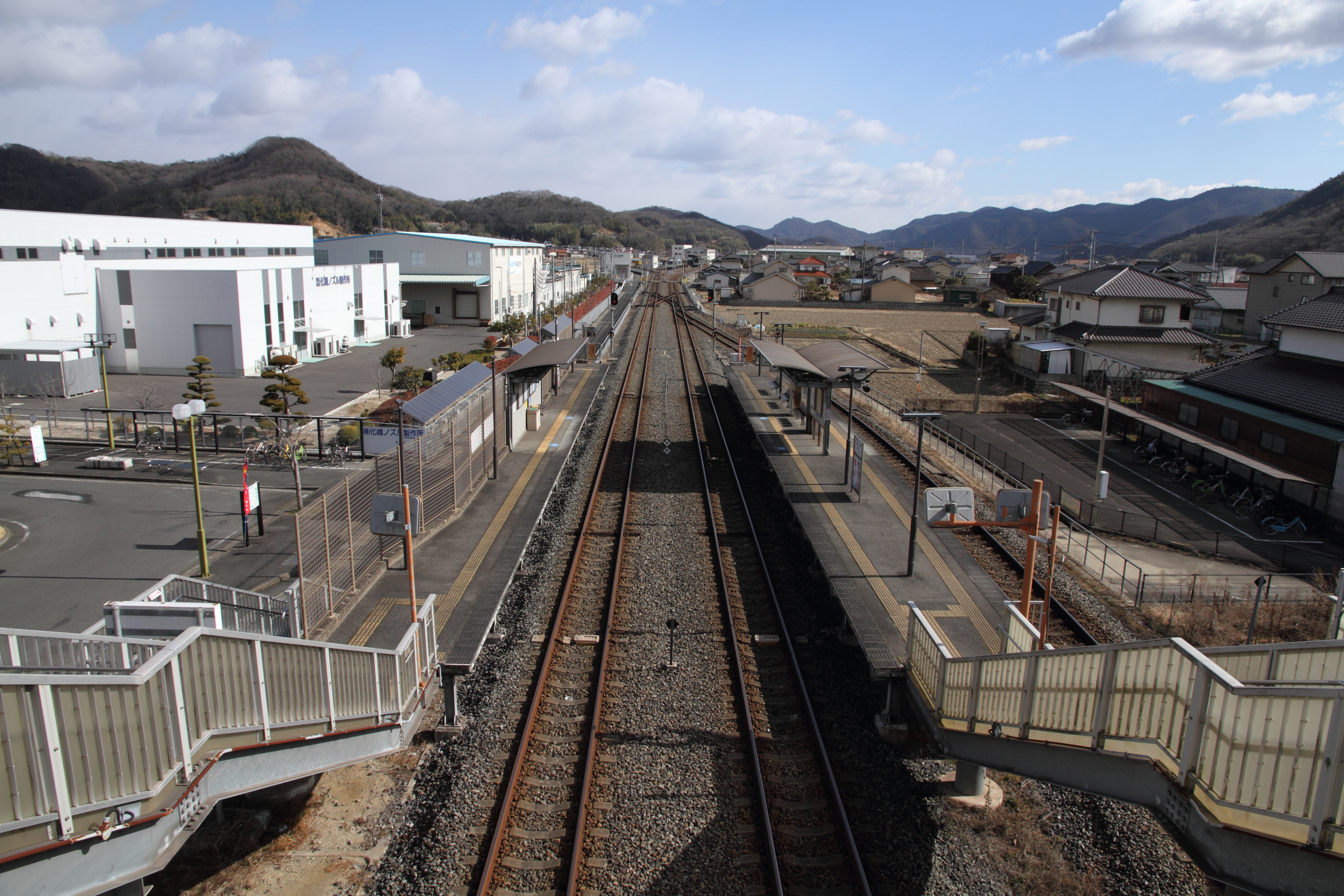
構内（2022年2月）
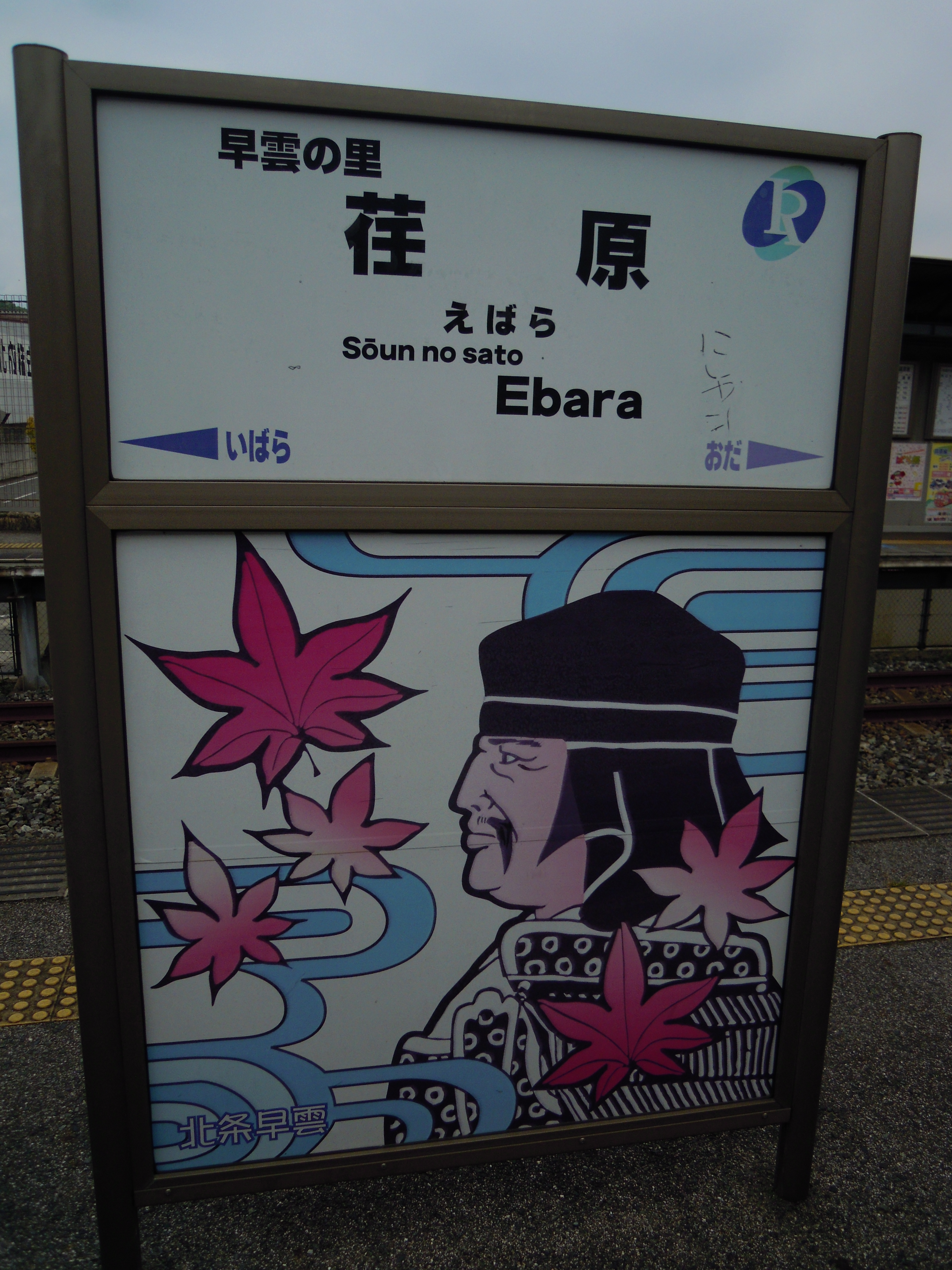
駅名標（2013年5月）

## 利用状況
| 1日乗降人員推移 | 1日乗降人員推移 |
| 年度            | 1日平均人数     |
| --------------- | --------------- |
| 2018年          | 209             |

## 駅周辺

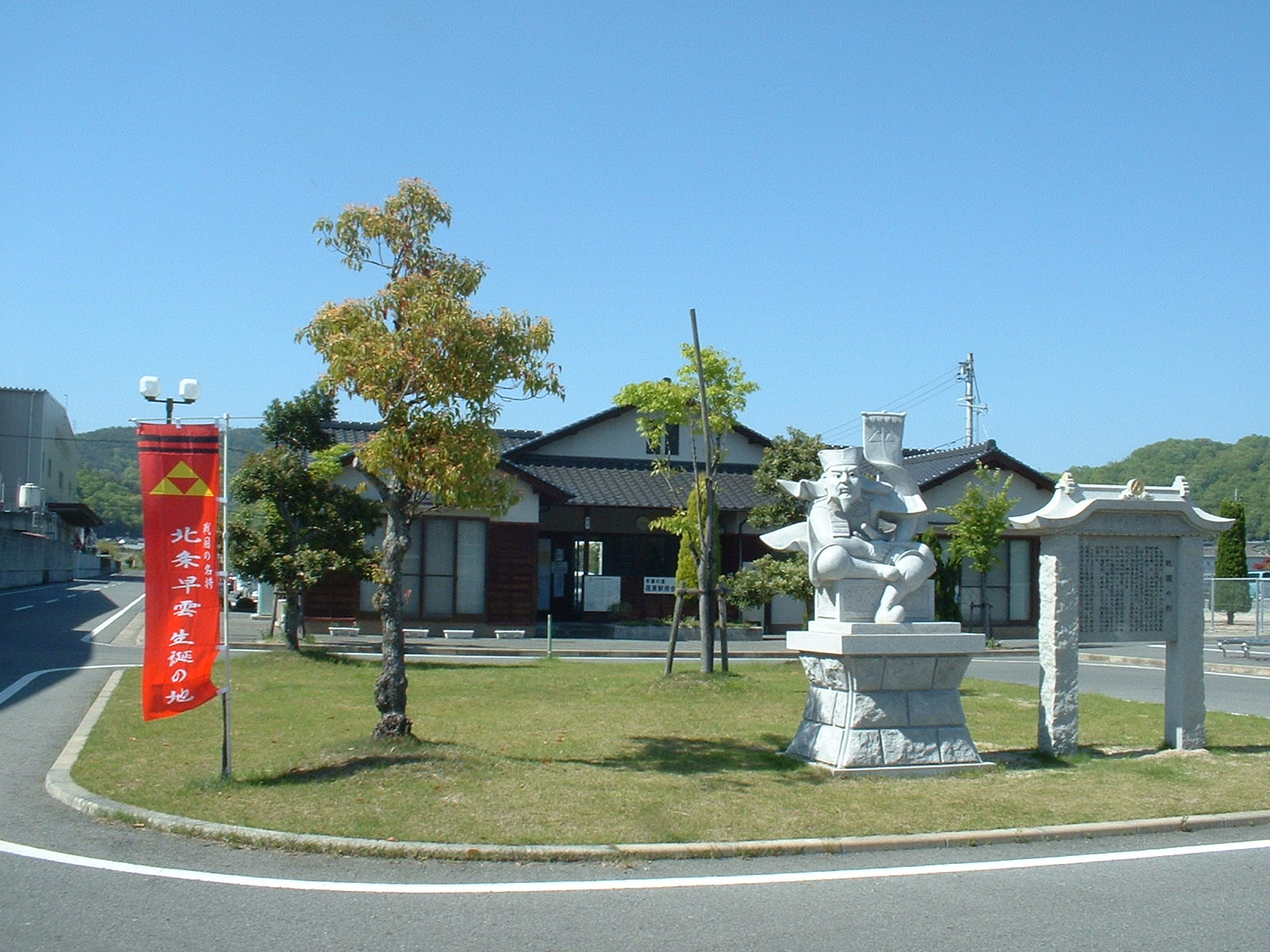
早雲の像

- 早雲の像 - 司馬遼太郎の小説などでの印象による銅像。
- 浪形岩
- 馬越恭平生家跡
- 井原鉄道本社
- 高越城址：車で15分[3]。
- 法泉寺

## その他
- 近年の日本中世史学の進展により、伊勢宗瑞（北条早雲）が伊勢氏の出自で、駅周囲の備中国後月郡荏原庄（）が本領であったことが学術的に確定したことを記念して駅名の由来とした。このため、駅名標の下部にも宗瑞をイメージしたイラストが描かれている[1]。
- パークアンドライド用に、駅前に84台分の駐車場がある。

## 隣の駅
井原鉄道
■井原線
小田駅 - 早雲の里荏原駅 - 井原駅